# Eosentomon swani
Eosentomon swani är en urinsektsart som beskrevs av Womersley 1932. Eosentomon swani ingår i släktet Eosentomon och familjen trakétrevfotingar. Inga underarter finns listade i Catalogue of Life.